# 潘光 (阮朝)
潘光（越南语：／；1873年—1939年），越南阮朝官員。

## 生平
潘光是廣南省升平府桂山縣春富中總福山上社（今屬廣南省桂山縣桂洲社）人，名士潘文述之孫，嗣德二十六年（1873年）出生，早年入省學讀書，與范燎、黃叔沆、陳季恰、阮廷獻、潘周楨等人都是同窗好友。成泰六年（1894年），潘光参加承天場鄉試，考中舉人。成泰十年（1898年），會試中格，庭試考中第三甲同進士出身，與其他4名廣南籍同科進士、副榜一起被成泰帝稱讚為“五鳳齊飛”。
成泰十三年（1901年），潘光出任麗水知縣。成泰十七年（1905年），他因免除當地賦稅而被殖民政府免職。維新四年（1910年），潘光被起復為綏安教授，后升為平定按察使。啟定八年（1923年）正月，改調光祿寺卿，領戶部侍郎。次年（1924年），升任刑部侍郎。保大二年（1927年），升任刑部參知。保大五年（1930年），升授刑部尚書銜致事。
1939年（保大十四年）3月7日，潘光在家中去世。潘光之墓位于桂洲社福德村，已被认定为省级文化－历史遗迹。

## 子女
子潘珖（Phan Khoang）是越南著名史學家、教育家和記者。